# Framlev Kirke
Framlev kirke er en kirke i Framlev Sogn, Framlev Herred i det tidligere Århus Amt.

## Eksterne kilder og henvisninger
- Harlev og Framlev kirker – Udførlig historisk beskrivelse af begge kirker (Rigmor Frandsen) Arkiveret 25. april 2018 hos  Wayback Machine → Framlev kirke → Stenkirken
- Framlev Kirke hos danmarkskirker.natmus.dk (Danmarks Kirker, Nationalmuseet)
- Framlev Kirke Arkiveret 14. december 2013 hos  Wayback Machine hos KortTilKirken.dk

- Wikimedia Commons har flere filer relateret til Framlev Kirke